# Charles-Xavier Rochet d'Héricourt
Pour les articles homonymes, voir Héricourt.
Charles François Xavier Rochet dit Rochet d'Héricourt, né à Héricourt (Haute-Saône) le 11 mai 1801 et mort à Djeddah (Arabie saoudite) le 19 mars 1854, est un commerçant et explorateur français, brièvement vice-consul de France à Massawa en 1850.

## Biographie
Rochet d'Héricourt fait de rapides études aux collèges de Montbéliard puis de Belfort et se passionne pour la géographie en lisant les récits de voyages de François Levaillant. Devenu commerçant en maroquinerie, il part à Naples, puis au Caire en 1829, pour y installer une fabrique d'indigo.
En 1838, Rochet d'Héricourt projette une traversée de l'Afrique d'est en ouest, de Tadjoura au Gabon. Parti du Caire en février 1839, il cabote jusqu'à Moka et y recueille de nombreuses informations sur le commerce et la navigation en mer Rouge. En juin, il arrive à Tadjoura, qu'il quitte le 1er août 1839. Il atteint Ankober en deux mois. Il est accueilli à Angolala par Sahle Selassié, qu'il accompagne ensuite dans une tournée chez ses tributaires oromos (appelés alors « Gallas » par les habitants du nord de l'Éthiopie). 

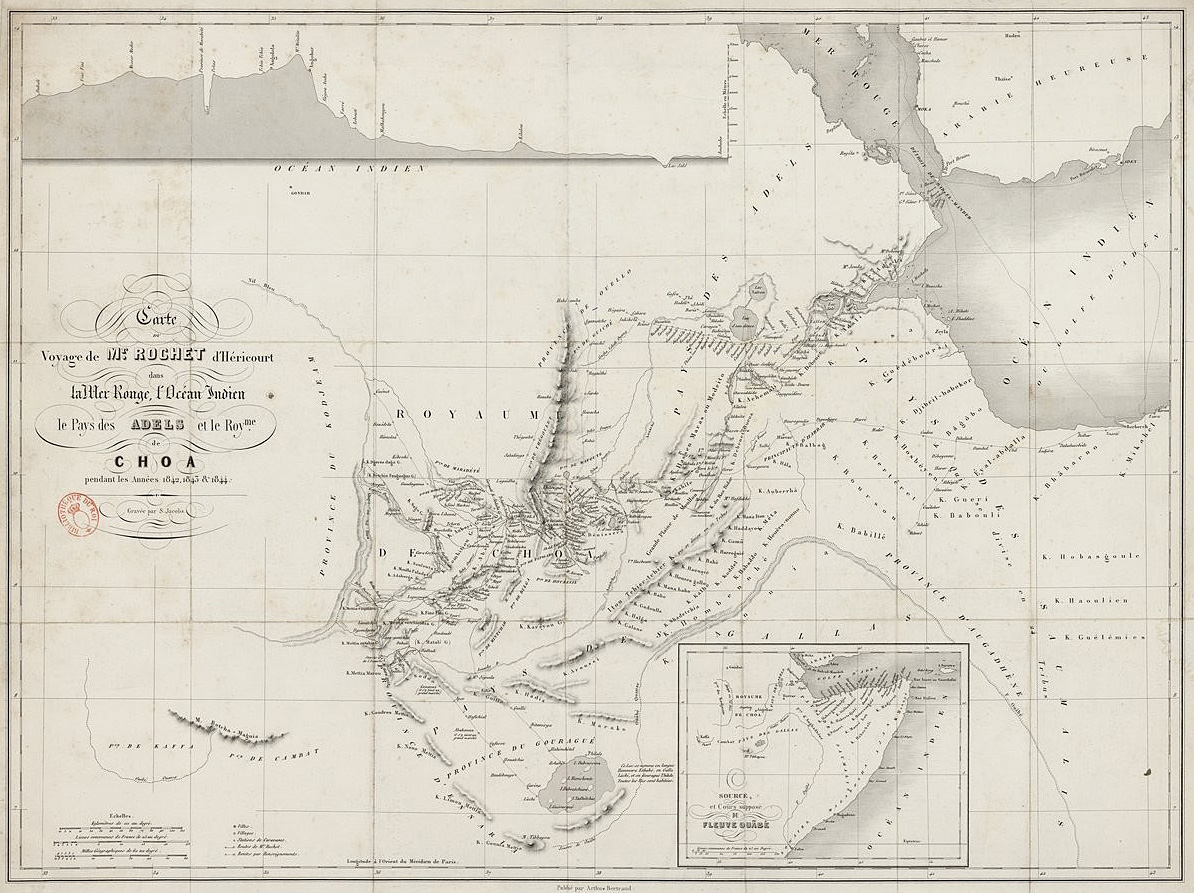
Carte du Voyage de Mr Rochet d'Héricourt dans la Mer Rouge, l'Océan Indien, le Pays des Adels et le Royaume de Choa pendant les Années 1842, 1843 et 1844.

En février 1840 il visite le Gurage, le lac Ziway et les sources de l'Aouache puis décide d’arrêter sa traversée de l’Afrique et de rentrer en France pour faire connaître ses découvertes. Chargé de cadeaux pour le roi Louis-Philippe, il part d'Angolala en mars 1840 et arrive à Paris en octobre.
Il communique des informations au gouvernement français et fait une communication à la Société de géographie et à l’Académie des sciences. Il obtient la Légion d'honneur, la publication de son aventure et le financement d'une seconde expédition. Il quitte la France en janvier 1842 avec des présents pour Sahlé-Sélassié aussi divers que des armes, des étoffes, un portrait du roi Louis-Philippe et un orgue de barbarie mais, retardé par les Britanniques, il ne parvient à Angolala que le 30 octobre. Il signerait un traité d'amitié avec Sahlé-Selassé le 7 juin 1843 mais, selon Sven Rubenson, ce traité n'a pas été signé par Sahle Selase et serait un faux. Pour sa part, le ministère des Affaires étrangères reçoit le traité mais fait remarquer au ministre du Commerce que Rochet n'avait pas de pouvoirs officiels et que par conséquent le document ne peut être ratifié. Cette tentative de traité reste sans lendemain .
De 1842 à 1845, Rochet d'Héricourt voyage avec Théophile Lefebvre et Antoine Petit chez les « Gallas » et le pays Soldo et est nommé malgré lui gouverneur de province. Il revient en France au printemps 1845.
Il repart en 1847 pour une troisième expédition. De juillet 1847 à juin 1849, il utilise la route de Massaoua au Tigré pour atteindre le lac Tana mais est mal reçu par Téwodros II à Gondar. Il visite Debre Tabor et gagne le lac Tana.
Le 11 mai 1850, Rochet d'Héricourt est nommé vice-consul de France à Massawa, une fonction non professionnelle, mais il quitte le poste avant la fin de l'année.

## Publications
- Voyage sur la côte orientale de la mer Rouge, dans le pays d'Adel et dans le Choa, Paris, 1841, 439 p., lire en ligne sur Gallica
- « Communication sur son voyage au Choa », Bulletin de la Société de géographie, Paris, 1845, 3e série, t. 4, p. 208-217, séance du 21.11.1845.
- Second voyage sur les deux rives de la mer Rouge, dans le pays des Adels et le royaume de Choa, Paris, 1846, 406 p., lire en ligne sur Gallica
- « Rapport sur le troisième voyage », Compte rendu des séances de l'Académie des sciences, t. 32, p. 215-241.